# Neja Filipič
Neja Filipič (née le 22 avril 1995 à Ljubljana) est une athlète slovène, spécialiste du triple saut.

## Biographie
Médaillée d'argent du triple saut lors des Universiade d'été de 2019, elle se classe 8e des championnats d'Europe en salle 2021.
En 2022, elle remporte la médaille d'or des Jeux méditerranéens avec la marque de 14,16 m.

## Palmarès

### International
| Date | Compétition                    | Lieu     | Résultat | Temps   |
| ---- | ------------------------------ | -------- | -------- | ------- |
| 2019 | Universiade d'été              | Naples   | 2e       | 13,73 m |
| 2021 | Championnats d'Europe en salle | Belgrade | 8e       | 14,02 m |
| 2022 | Championnats du monde en salle | Gävle    | 10e      | 14,13 m |
| 2022 | Jeux méditerranéens            | Oran     | 1re      | 14,16 m |

### National
- Championnats de Slovénie d'athlétisme :
  - Triple saut : vainqueur de 2019, 2020, 2021 et 2024
  - Saut en longueur : vainqueur en 2019 et 2022
- Championnats de Slovénie d'athlétisme en salle :
  - Triple saut : vainqueur en 2020, 2021, 2022 et 2024
  - Saut en longueur : vainqueur en 2019

## Records
| Épreuve     | Épreuve      | Marque  | Lieu     | Date         |
| ----------- | ------------ | ------- | -------- | ------------ |
| Triple saut | En plein air | 14,42 m | Rabat    | 5 juin 2022  |
| Triple saut | En salle     | 14,13 m | Belgrade | 20 mars 2022 |